# Boulkiemdé
Boulkiemdé är en provins i Burkina Faso.   Den ligger i regionen Centre-Ouest, i den centrala delen av landet, 70 km väster om huvudstaden Ouagadougou. Antalet invånare är 461 158.
Följande samhällen finns i Boulkiemdé:
- Koudougou
- Kokologho
- Pitmoaga
- Sakoinsé
- Goulouré
- Douré
- Soala
- Bingo
- Kaligri
- Zékémzougou